# Războiul Dominionului
„Vom pierde pacea, ceea ce înseamnă că un război ar putea fi singura noastră speranță”—Benjamin Sisko în 2373
Războiul Dominionului (din engleză: The Dominion War) este un război din universul fictiv Star Trek care are loc în perioada 2373–2375 de-a lungul mai multor episoade din serialul american de televiziune Star Trek: Deep Space Nine produs de Paramount Pictures. Acesta este un conflict între forțele unite ale Dominionului, Uniunea Cardassiană și, mai târziu, Confederația Breen împotriva alianței din Cuadrantul Alpha a Federației Unite a Planetelor, Imperiul Klingonian și, mai târziu, Imperiul Stealar Romulan. Cadrul principal al acestui război este spațiul din jurul stației spațiale DS9 aflată lângă planeta Bajor, stație care este controlată de Federația Unită a Planetelor și Guvernul Provizoriu Bajoran.
După descoperirea găurii de vierme bajorane și creșterea puterii Dominionului, forțe de securitate sub acoperire ale Federației din organizația Secțiunea 31 au creat o boală virală care au oprit capacitatea Changelings de a-și schimba forma și a deteriorat corpurile lor înainte de uciderea lor. Această boală au realizat-o infectându-l în secret pe Odo în timpul sezonului al patrulea. Deoarece Odo s-a legat cu un Fondator Femeie cu care el a fost de mai multe ori familiar, acest lucru a însemnat că întreaga Mare Legătură a fost infectată. Ofițerul medical DS9 Julian Bashir a reușit să găsească un leac pentru această boală, vindecându-l pe Odo. Odo însuși a fost de acord să fie vindecat Fondator Femeie și apoi Mare Legătură, în schimbul capitulării Dominionului și a Fondatorului Femeie însuși către Federației. După ce Fondatorul Femeie a acceptat acest lucru, războiul s-a terminat, Odo a revenit pe planeta mamă a Fondatorilor pentru a-și învăța poporul despre ființele solide din perspectiva sa unică.